# June Kenney
June Kenney is een Amerikaans actrice die in de jaren 50 en begin jaren 60 actief was als actrice in B-films.

## Filmografie
- 1952:Bachelor in Paris - Jenny Ibbetson
- 1953:Sweetheart Time - Actrice
- 1954:City Story - Actrice
- 1957:Teenage Doll - Barbara Bonney
- 1957:Sorority House - Tina
- 1957:The Saga of the Viking Women and Their Voyage to the Waters of the Great Sea Serpent - Asmild
- 1958:Attack of the Puppet People - Sally Reynolds
- 1958:Hot Car Girl - Margaret 'Peg' Dale
- 1958:Earth vs. the Spider - Carol Flynn
- 1961:The Cat Burglar - Nan Baker
- 1961:Bloodlust! - Betty Scott

- Bibsys: 11082051
- Gemeinsame Normdatei: 1285465008
- International Standard Name Identifier: 0000 0004 3689 5352
- Library of Congress Control Number: no2014117686
- Virtual International Authority File: 310631938
- WorldCat: E39PBJyMfkbC6M9Qf3m6ymDrMP